# Ускова, Ольга Анатольевна
Ольга Анатольевна Ускова (род. 26 февраля 1964, Москва) — российский предприниматель, основатель и президент группы компаний Cognitive Technologies (российский разработчик технологий искусственного интеллекта), генеральный директор Cognitive Pilot (дочерняя компания Сбербанка и Cognitive Technologies, занимающаяся умными системами активной безопасности рельсового транспорта, радарами для беспилотного транспорта и системами управления беспилотной сельхозтехники).

## Биография
Родилась в семье математиков-программистов. Отец — Анатолий Усков, работал заведующим лабораторией искусственного интеллекта в МГУ, один из создателей проекта «Каисса», первого чемпиона мира по шахматам среди компьютерных программ. Мать — главный инженер проектов Гипромост. Оба родителя — выпускники МГУ.
Училась в московской школе № 515, окончила её с золотой медалью, которую ей не вручили за плохое поведение.
В 1986 году окончила факультет технической кибернетики МИСиС, поступила в аспирантуру. В 1988—1992 годах занималась научной деятельностью ВНИИ и РАН.
В 1993 году на базе Лаборатории искусственного интеллекта Института системного анализа РАН В. Л. Арлазаров и О. А. Ускова основали компанию «Когнитивные технологии».
В 1994 году подписала контракт с Hewlett-Packard о комплектации всех сканеров, поставляемых в Россию, ПО Cognitive Technoligies — это был первый контракт HP с российским разработчиком софта. Аналогичные соглашения были заключены с Canon, Epson, OKI, Oracle, Samsung, Olivetti.
В 1995 году подписан контракт с IBM.
С 1999 года — президент группы компаний Cognitive Technologies.
Участвовала в реализации программы ФЦП «Электронная Россия (2002—2010 годы)». В 2006 году стала инициатором создания и президентом Национальной ассоциации инноваций и развития информационных технологий (НАИРИТ).
С 2008 года занимается созданием систем искусственного интеллекта для задач робототехники, а также беспилотными системами.
С 2013 по 2016 год — член комиссии Государственной думы РФ по развитию стратегических информационных систем.
В 2012 году назначена на должность заведующего кафедрой перспективных компьютерных технологий МИСиС.
В 2018 году участвовала в проекте ОАО «РЖД» по созданию прототипа локомотива с возможностью автономного управления.
В 2019 году Cognitive Technologies и Сбербанк создали СП — компанию Cognitive Pilot для развития проектов систем автономного управления наземным транспортом, которую возглавила Ускова. К этому моменту Ускова вложила $22 млн в разработку ПО для беспилотных систем и вышла (по её словам) на окупаемость. По данным «Контур.Фокус», на конец 2021 года чистый убыток Cognitive Pilot составлял 215 млн рублей, при этом выручка за год выросла на 178%.
В 2020 Ускова открыла робофабрику по разработке комплектующих для агро- и железнодорожного беспилотного транспорта в Томске.
В 2022 году участвовала (совместно с НИУ ВШЭ) в создании ГОСТа на системы ИИ в сельском хозяйстве.
В 2023 году компания Cognitive Pilot включена в перечень системообразующих предприятий российской экономики. В этом же году компанию включили в топ-14 лидеров мирового рынка автопилотов по версии информационной компании MarketWatch.
В 2024 году компания вошла в топ-15 мирового рынка систем автопилотирования для тракторов по версии аналитического агентства Market Research Intellect.

## Признание
- В 2006 году вошла в топ-5 наиболее упоминаемых бизнес-леди в Рунете[33].
- Вошла в топ-10 предпринимателей из России по версии Forbes, чьи технологии изменили мир в 2019 году[34].
- В 2022 признана «Инноватором года» по версии Skolkovo Women’s Forum[35]

## Общественная и просветительская деятельность
В 2013 году Ускова создала Фонд русского абстрактного искусства. Работы из коллекции представлены на выставках в Русском музее, Третьяковской галерее, Московском музее современного искусства, а также зарубежных экспозициях.
Владелец крупного собрания картин, в которую входит более тысячи произведений русского абстрактного искусства. Основу составляют работы художников студии «Новая реальность», созданной Элием Белютиным.
Сооснователь и попечитель студенческой команды НИТУ МИСиС по спортивному программированию — финалиста чемпионата мира 2012—2014 гг. ACM ICPC. Организовала инклюзивный проект по вовлечению детей с диагнозом ДЦП и с ограниченными возможностями в творческий процесс создания произведений искусства. Оказывает поддержку детским домам.
Является автором идеи и соорганизатором проведения международного хакатона Vision Hack. В феврале 2020 года в НИТУ МИСиС провела визионерскую лекцию совместно с Германом Грефом «Нейроэволюция. Как жить и успевать в новых реалиях: Human + AI».

### Писательская деятельность
В 2023 году в издательстве «АСТ» вышел роман Усковой «Этюды Черни». Иллюстрации и часть текста созданы с применением искусственного интеллекта. В сентябре 2023 года книга заняла первое место в топе продаж издательства «АСТ». Ангелина Никонова отметила, что «автору удалось ловко и бесшовно соединить несочетаемое — пронзительную искренность с полётом фантазии, узнаваемую реальность с высокотехнологичным миром будущего».
В январе 2024 года Ускова написала несколько обращений в Следственный комитет с требованием проверить роман Владимира Сорокина «Наследие», который, по её мнению, содержит «пропаганду ЛГБТ» и «пропаганду насилия над детьми». Также были написаны заявления в Прокуратуру РФ, Госдуму, Администрацию президента. Издательство АСТ направило роман на экспертизу. На личной странице ВКонтакте 18 января 2024 года Ольга Ускова сообщила, что её роман «Раша» не будет издан в АСТ, пока они официально не уберут «Наследие». После проведения экспертизы Экспертного центра при Российском книжном союзе АСТ прекратило продажу книги Сорокина, т.к. согласно заключению, это произведение содержит информацию, запрещенную к распространению в соответствии с законодательством Российской Федерации (ст. 6.21. КоАП РФ), и должно быть изъято из продажи.
В 2024 году в АСТ вышел новый роман Ольги Усковой «Раша».

## Политические взгляды
В 2011 году призывала молодёжь отказаться от уличных протестов, утверждала, что путь уличных протестов ведёт к гибели России. Высказывала мнение, что «альтернативы Путину в российской власти нет. Путин — это признанный международным сообществом лидер страны, который может сохранить стабильность в стране».
Весной 2022 года осуждала представителей технической интеллигенции (в первую очередь — IT-специалистов), решивших эмигрировать из России после вторжения на Украину в феврале 2022 года.
Считает, что мобилизационная экономика в России неизбежна. Выступила за введение смертной казни в России, после приговора Дарьи Треповой, которую приговорили к 28 годам заключения за взрыв в кафе на Университетской набережной в Санкт-Петербурге.